# Lifen
Lifen (ex-Honestica) est une plateforme de coordination médicale pour les établissements de santé et les praticiens libéraux. Elle a été créée en 2015 par Franck Le Ouay, Alexandre Hamburger, Philippe Douste-Blazy, Alexandre Huckert et Étienne Depaulis.

## Histoire
En 2015, Franck le Ouay, ex-cofondateur de la société Criteo, co-fonde l’entreprise Honestica notamment associé à Philippe Douste-Blazy, ancien ministre de la santé ayant lancé le projet du Dossier médical partagé en mai 2004 et officiellement inscrit dans la loi du 13 août 2004 dite "loi Douste-Blazy". L’entreprise se concentre sur la diffusion et l'échange d'informations médicales sur des canaux sécurisés, et prévoit de créer une plateforme numérique permettant le stockage, le partage et l'analyse de données médicales.
L'ambition affichée d'Honestica est de réussir à mettre en oeuvre le Dossier médical partagé par ce même Philippe Douste-Blazy, et que les exécutifs successifs n'ont pas réussi à matérialiser malgré les investissements estimés entre 500 millions et 1 milliard d'euros à l'époque.
En 2016, Honestica devient Lifen, solution d'envoi de documents médicaux, et fusionne avec la solution Planning2Garde, l'outil de gestion des gardes pour les internes hospitaliers. Lifen développe une fonctionnalité pour intégrer facilement les flux sortants de la totalité des logiciels métiers médicaux nommée « imprimante virtuelle ».
En 2018, Lifen réalise une première levée de fonds de 7,5 millions d'euros en Série A auprès de Daphni et Serena Capital,.
En 2019, une deuxième levée de fonds de 20 millions d'euros en Série B est réalisée auprès de  Partech, Idinvest Partners, Majycc eSanté Invest, ainsi que Daphni et Serena Capital,,.
En mars 2020, durant la pandémie de Covid-19, la plateforme lance Lifen Covid, une solution de suivi à distance des patients atteints du Covid-19 et visant à désengorger les hôpitaux. La solution est déployée dans toutes les cliniques du groupe ELSAN. La même année, elle intègre le label French Tech 120.
En 2022, la société intègre le Next40. En juin 2023, elle fait partie des lauréats de la première édition du programme French Tech 2030.

## Services
Lifen Documents est une solution sécurisée d'envoi de documents médicaux vers les professionnels de santé, et depuis 2020 vers les patients. Elle permet le partage de documents médicaux, et équipe divers hôpitaux et cliniques,,.
Lifen Covid est une solution de suivi à distance des patients développée en mars 2020, en réponse à la pandémie de Covid-19. La solution est initialement publiée en open source et se présente comme une alternative à la quarantaine en hôpital, grâce à un système de questionnaires d'autoévaluation en ligne,.